# Stanford Question Answering Dataset
Pour les articles homonymes, voir Squad.
Le Stanford Question Answering Dataset (SQuAD) est un jeu de données de questions réponses produit à partir de l'encyclopédie Wikipédia par l'université Stanford. Il est conçu pour pouvoir entraîner et tester des algorithmes de questions réponses en traitement automatique de la langue.